# Lampides lithargyria
Lampides lithargyria är en fjärilsart som beskrevs av Moore 1877. Lampides lithargyria ingår i släktet Lampides och familjen juvelvingar. Inga underarter finns listade i Catalogue of Life.